# Matfors
Matfors – miejscowość (tätort) w Szwecji, w regionie administracyjnym (län) Västernorrland, w gminie Sundsvall.
Według danych Szwedzkiego Urzędu Statystycznego liczba ludności wyniosła: 3437 (31 grudnia 2015), 3386 (31 grudnia 2018) i 3400 (31 grudnia 2019).